# Martin Hanousek
Martin Hanousek (* 3. ledna 1983 Jaroměř) je český politik, krajinný ekolog a projektový manažer, v letech 2016 až 2020 a znovu 2021 až 2024 zastupitel Královéhradeckého kraje, v letech 2011 až 2022 zastupitel města Hradec Králové (navíc v letech 2018 až 2021 náměstek primátora), člen Strany zelených.

## Život
V letech 1998 až 2002 vystudoval Gymnázium Boženy Němcové v Hradci Králové a následně v letech 2002 až 2008 obor ochrana a tvorba životního prostředí na Přírodovědecké fakultě Univerzity Palackého v Olomouci (získal titul Mgr.).
Mezi roky 2008 až 2012 pracoval v Agentuře ochrany přírody a krajiny ČR jako krajinný ekolog se specializací na vodohospodářskou problematiku a jako konzultant dotací do životního prostředí. Od roku 2013 je zaměstnancem Českého svazu ochránců přírody JARO Jaroměř. Vedl mimo jiné kampaň za záchranu údolí při řece Dědině u Dobrušky, které hrozilo a hrozí zatopení výstavbou vodní nádrže Mělčany.
Martin Hanousek žije v Hradci Králové, konkrétně v části Nový Hradec Králové.

## Politické působení
Od roku 2006 je členem Strany zelených, za niž v komunálních volbách v roce 2010 kandidoval do Zastupitelstva Hradce Králové v rámci subjektu "Změna pro Hradec - nezávislí kandidáti a Strana zelených", ale neuspěl (stal se prvním náhradníkem). V září 2011 však na mandát rezignoval jeho kolega Jaroslav Cerman a Hanousek se ke dni 8. září 2011 stal zastupitelem města. Ve volbách v roce 2014 mandát obhájil jako člen SZ na kandidátce "Změna pro Hradec a Strana zelených s podporou Pirátů". Ve volbách v roce 2018 mandát opět obhájil, tentokrát jako člen Zelených na kandidátce "Změna pro Hradec a Zelení". Ve volbách v roce 2022 obhajoval mandát jako člen Zelených na kandidátce "Změna pro Hradec a Zelení s podporou Budoucnosti", ale neuspěl.

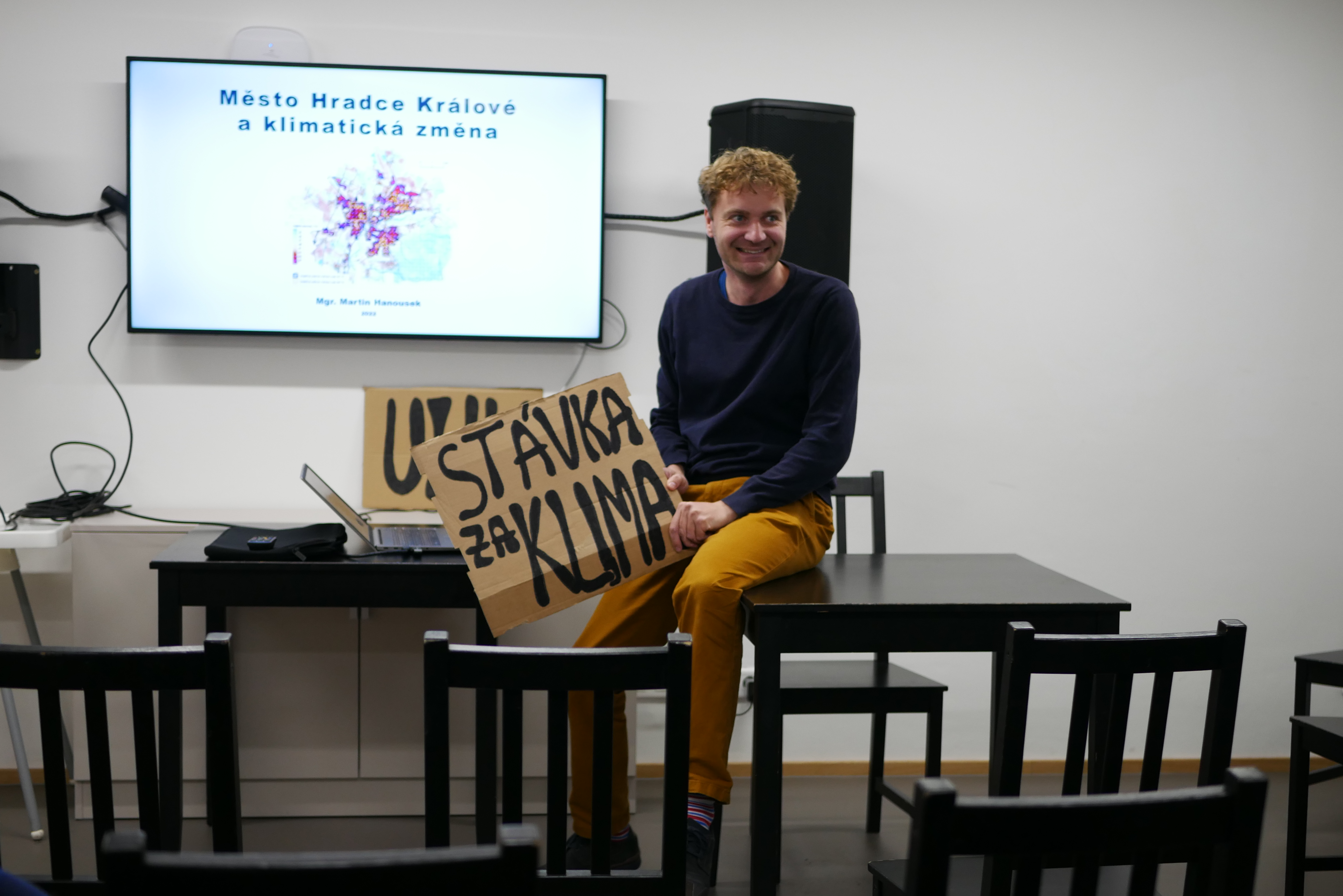
Martin Hanousek přednáší na vysokoškolské okupační stávce v roce 2022 na Filozofické fakultě Univerzity Hradec Králové

V krajských volbách v roce 2008 kandidoval za SZ do Zastupitelstva Královéhradeckého kraje, ale neuspěl. Krajským zastupitelem se nestal ani po volbách v roce 2012, kdy kandidoval jako člen SZ za subjekt "Změna pro Královéhradecký kraj" (tj. hnutí Změna a SZ). V krajských volbách v roce 2016 byl lídrem společné kandidátky SZ a Pirátů v Královéhradeckém kraji za podpory politického hnutí Změna a nezávislých osobností ze spolku Změna pro Hradec. Byl zvolen krajským zastupitelem. Ve volbách v roce 2020 post krajského zastupitele obhajoval, ale tentokrát neuspěl (skončil jako první náhradník). Po úmrtí zastupitele Pavla Hečka z ČSSD nicméně nastoupil na post zastupitele jako náhradník.
Za SZ také kandidoval v Královéhradeckém kraji ve volbách do Poslanecké sněmovny PČR v letech 2006, 2010 a 2013, ale ani jednou neuspěl. Ve volbách do Poslanecké sněmovny PČR v roce 2021 byl lídrem Zelených v Královéhradeckém kraji, ale opět neuspěl.
V krajských volbách v roce 2024 obhajoval z pozice člena Zelených post zastupitele Královéhradeckého kraje, a to jako lídr kandidátky uskupení „PRO KRAJINU - Zelení, Změna pro Hradec a nezávislí“ (tj. Zelení a hnutí SEN 21). Neuspěl však, jelikož uskupení získalo pouze 1,86 % hlasů a do zastupitelstva se vůbec nedostalo.